# Bonez MC
Bonez MC, de son vrai nom John Lorenz Moser, né en 1985 à Hambourg, est un rappeur allemand.

## Biographie
Bonez est membre de 187 Strassenbande. À l'automne 2012, il publie sur son propre label Toprott Muzik, son premier album solo Krampfhaft kriminell. En 2013, il sort un EP avec Kontra K, puis, un album en collaboration avec Gzuz, High und hungrig, qui atteint la neuvième place des ventes.
Le 30 janvier 2015, 187 Strassenbande édite sa troisième compilation qui atteint la deuxième place des ventes. High and Hungrig 2, toujours avec Gzuz, est numéro un des ventes en Allemagne en 2016. Toujours en 2015, son groupe 187 Strassenbande est récompensé meilleur groupe national.
En 2016 sort l'album Palmen aus Plastik en collaboration avec RAF Camora, qui comprend les singles Ohne mein Team et Palmen aus Plastik. L'album est nommé meilleure sortie nationale par les Hiphop.de Awards et les Juice Awards,. En 2017, il est certifié disque de platine, et le morceau Mörder est certifié disque d'or. Le clip du morceau Palmen aus Gold est nommé meilleure vidéo nationale par les Hiphop.de Awards.

## Discographie

### Albums studio
- 2007 : Zwei Assis trumpfen auf (avec AchtVier)
- 2012 : Krampfhaft kriminell
- 2014 : High und Hungrig (avec Gzuz)
- 2016 : High und Hungrig 2 (avec Gzuz)
- 2016 : Palmen aus Plastik (avec RAF Camora)
- 2018 : Palmen aus Plastik 2 (avec RAF Camora)
- 2020 : Hollywood
- 2020 : Hollywood Uncut

### EP
- 2006 : 187 Mixtape
- 2013 : Auf Teufel komm raus (avec Kontra K)

### Mixtape
- 2008 : Mehr geht nicht

### Compilations
- 2009 : 187 Strassenbande Sampler
- 2011 : 187 Strassenbande Sampler 2
- 2015 : 187 Strassenbande Sampler 3
- 2017 : 187 Strassenbande Sampler 4